# Kanton Beaumont
Kanton Beaumont (fr. Canton de Beaumont) je francouzský kanton v departementu Puy-de-Dôme v regionu Auvergne. Tvoří ho tři obce.

## Obce kantonu
- Beaumont
- Ceyrat
- Saint-Genès-Champanelle